# بخش سنت کلر (شهرستان کلمبیانا، اوهایو)
بخش سنت کلر (به انگلیسی: St. Clair Township) یک منطقهٔ مسکونی در ایالات متحده آمریکا است که در شهرستان کلمبیانا، اوهایو واقع شده‌است.
 بخش سنت کلر ۷۶٫۷ کیلومتر مربع مساحت و ۷٬۹۵۷ نفر جمعیت دارد و ۳۵۰ متر بالاتر از سطح دریا واقع شده‌است.